# Cancellate Washington!
Cancellate Washington! è un film italiano del 1990 diretto da Nello Rossati. È stato distribuito anche con il titolo Tides of War.
È un film drammatico di guerra ambientato nel 1943 con David Soul, Yvette Heyden ed Ernest Borgnine.

## Trama
Durante la Seconda guerra mondiale, i nazisti mettono a punto un'arma segreta potenzialmente in grado di distruggere gli Stati Uniti; i vertici dell'esercito a stelle e strisce dovranno quindi cercare di sabotare questo terribile strumento di morte prima che sia troppo tardi.

## Produzione
Il film, diretto da Nello Rossati su una sceneggiatura di Andrzej Krakowski, fu prodotto dallo stesso Andrzej Krakowski per la Quest Entertainment e girato a Cartagena in Colombia.

## Distribuzione
Il film fu distribuito nel 1990 al cinema.

## Critica
Secondo il Morandini il film è un "sottoprodotto bellico d'imitazione, il cui unico scopo evidente sembra quello di portare una troupe in vacanza al mare".